# Hvis lyset tar oss
Hvis lyset tar oss (norveški: Ako nas svjetlost uzme) treći je studijski album norveškog black metal solo projekta Burzum. Album je sniman u rujnu 1992. godine, a objavljen tek u travnju 1994. godine. Album je objavila diskografska kuća Misanthropy Records, kao i Vikernesova vlastita diskografska kuća, Cymophane Productions. Album se smatra klasikom black metala.

## Pozadina
Varg Vikernes snimio je prva četiri albuma za Burzum između siječnja 1992. i ožujka 1993. godine, u Grieghallenu u Bergenu. Ipak, albumi su objavljeni u razmaku od nekoliko mjeseci ili godina od snimanja. Tijekom tog vremena Vikernes je postao članom rane norveške black metal scene, u kojoj se sprijateljio s Mayhemovim gitaristom Euronymousom. Ipak, nakon nekog vremena, prijateljstvo je preraslo u suparništvo te je Vikernes u kolovozu 1993. godine nasmrt izbo Euronymousa izvan njegova apartmana u Oslu. Uhićen je dan kasnije te je u svibnju 1994. godine osuđen na 21 godinu zatvora za ubojstvo i paleže crkvava.
Na omotu albuma nalazi se ilustracija iz 19. stoljeća umjetnika Theodora Kittelsena, zvana Fattigmannen ("Siromah"). Vikernes je album posvetio kolegama glazbenicima Fenrizu, iz norveške black metal grupe Darkthrone, i Demonazu, iz norveške black metal skupine Immortal. Na promotivnim kopijama albuma nalazila se pjesma "Et hvitt lys over skogen" (norveški: "Bijela svjetlost iznad šume") umjesto "Tomhet". "Et hvitt lys over skogen" kasnije se pojavila na kompilaciji Presumed Guilty.
Prema Vikernesu Hvis lyset tar oss konceptualni je album koji govori o onome:
[...] što je jednom bilo prije nego što nas je svjetlost uzela, a mi odjahali u dvorce snova. U ništavilo. To je nešto kao: čuvaj se kršćanske svjetlosti, odvest će te u izrođenost i ništavilo. Ono što drugi nazivaju svjetlošću, ja zovem tamom. Traži mrak i pakao i nećeš pronaći ništa osim evolucije.

## Popis pjesama
Tekstovi i glazba: Varg Vikernes. 
| 1.    | »Det som en gang var« ("Što je jednom bilo")     | 14:21 |
| 2.    | »Hvis lyset tar oss« ("Ako nas svjetlost uzme")  | 8:04  |
| 3.    | »Inn i slottet fra droemmen« ("U dvorac iz sna") | 7:51  |
| 4.    | »Tomhet« ("Ništavilo")                           | 14:12 |
| 44:28 |                                                  |       |

## Zasluge
Burzum
- Varg Vikernes – gitara, bas-gitara, bubnjevi, vokali, sintisajzer, zvučni efekti, produciranje

Ostalo osoblje
- Pytten – produciranje, inženjer zvuka